# Нортвуд (Айова)
Нортвуд (англ. Northwood) — город в США, административный центр округа Уэрт штата Айова. Население — 2072 человека (2020).

## География
Нортвуд расположен по координатам 43°26′39″ с. ш. 93°13′00″ з. д. (43.444053, -93.216646). По данным Бюро переписи населения США в 2010 году город имел площадь 9,75 км², вся площадь — суша.

### Климат
| Показатель                    | Янв. | Фев.  | Март | Апр. | Май  | Июнь | Июль | Авг. | Сен. | Окт. | Нояб. | Дек.  | Год  |
| ----------------------------- | ---- | ----- | ---- | ---- | ---- | ---- | ---- | ---- | ---- | ---- | ----- | ----- | ---- |
| Средний суточный максимум, °C | −5   | −2,2  | 4,4  | 13,9 | 21,1 | 26,1 | 28,3 | 27,2 | 22,2 | 16,1 | 5,6   | −2,2  | 12,8 |
| Средний суточный минимум, °C  | −15  | −12,8 | −5,6 | 1,7  | 8,3  | 13,9 | 16,1 | 14,4 | 10,0 | 3,3  | −4,4  | −11,7 | 1,7  |
| Норма осадков, мм             | 25   | 25    | 51   | 74   | 109  | 122  | 99   | 102  | 94   | 56   | 43    | 30    | 833  |
| Источник: Weatherbase         |      |       |      |      |      |      |      |      |      |      |       |       |      |

## Демография
| Год переписи | Нас. |  | %±     |
| ------------ | ---- |  | ------ |
| 1870         | 289  |  | —      |
| 1880         | 844  |  | 192%   |
| 1890         | 859  |  | 1,8%   |
| 1900         | 1271 |  | 48%    |
| 1910         | 1264 |  | −0,6%  |
| 1920         | 1597 |  | 26,3%  |
| 1930         | 1554 |  | −2,7%  |
| 1940         | 1724 |  | 10,9%  |
| 1950         | 1767 |  | 2,5%   |
| 1960         | 1768 |  | 0,1%   |
| 1970         | 1950 |  | 10,3%  |
| 1980         | 2193 |  | 12,5%  |
| 1990         | 1940 |  | −11,5% |
| 2000         | 2050 |  | 5,7%   |
| 2010         | 1989 |  | −3%    |
| 2020         | 2072 |  | 4,2%   |

Согласно переписи 2010 года, в городе проживало 1989 человек в 885 домохозяйствах в составе 530 семей. Плотность населения составляла 204 человека/км². Было 1004 квартир (103/км²).
Расовый состав населения:
| - 97,3 % — белых - 0,5 % — чёрных или афроамериканцев - 0,2 % — коренных американцев - 0,1 % — азиатов |

К двум или более расам принадлежало 1,1 %. Доля испаноязычных составляла 2,3 % всего населения.
По возрастному диапазону население распределялось следующим образом: 21,8 % — лица младше 18 лет, 56,4 % — лица в возрасте 18-64 лет, 21,8 % — лица в возрасте 65 лет и старше. Медиана возраста жителя составила 44,2 года. На 100 человек женского пола в городе приходилось 92,5 мужчин; на 100 женщин в возрасте от 18 лет и старше — 92,1 мужчин также старше 18 лет.
Средний доход на одно домашнее хозяйство составил 46 740 долларов США (медиана — 39 583), а средний доход на одну семью — 60 112 доллара (медиана — 52 596). Медиана доходов составляла 42 292 доллара для мужчин и 33 438 долларов для женщин. За чертой бедности находилось 18,8 % лиц, в том числе 20,7 % детей в возрасте до 18 лет и 9,1 % лиц в возрасте 65 лет и старше.
Гражданское трудоустроенное население составляло 964 человека. Основные области занятости: образование, здравоохранение и социальная помощь — 20,7 %, производство — 18,7 %, строительство — 13,7 %, искусство, развлечения и отдых — 11,0 %.